# Campeonato Asiático de Atletismo de 2023 - 5000 m masculino
A prova dos 5000 metros masculino do Campeonato Asiático de Atletismo de 2023 foi disputada no dia 16 de julho de 2023, no Estádio Nacional, em Banguecoque, na Tailândia.

## Recordes
Antes desta competição, os recordes mundiais e do campeonato nesta prova eram os seguintes:
|                       | Nome                | Nacionalidade | Tempo      | Local       | Data                 |
| --------------------- | ------------------- | ------------- | ---------- | ----------- | -------------------- |
| Recorde mundial       | Joshua Cheptegei    | Uganda        | 12m 35s 36 | Monte Carlo | 14 de agosto de 2020 |
| Recorde do campeonato | Mohamad Al-Garni    | Catar         | 13m 34s 47 | Wuhan       | 4 de junho de 2015   |
| Recorde asiático      | Albert Kibichii Rop | Bahrein       | 12m 51s 96 | Fontvieille | 19 de julho de 2013  |

## Medalhistas
| Ouro             | Prata                 | Bronze              |
| Hyuga Endo (JPN) | Kazuya Shiojiri (JPN) | Gulveer Singh (IND) |

## Cronograma
Todos os horários são locais (UTC+7)
| Data        | Hora  | Evento |
| ----------- | ----- | ------ |
| 16 de julho | 16:15 | Final  |

## Resultado final
A final ocorreu no dia 16 de julho às 16:15.
| Posição           | Atleta                | Nacionalidade  | Tempo    | Notas           |
| ----------------- | --------------------- | -------------- | -------- | --------------- |
| Medalha de ouro   | Hyuga Endo            | Japão          | 13:34.94 |                 |
| Medalha de prata  | Kazuya Shiojiri       | Japão          | 13:43.92 |                 |
| Medalha de bronze | Gulveer Singh         | Índia          | 13:48.33 |                 |
| 4                 | Shokhrukh Davlyatov   | Uzbequistão    | 13:57.76 | Recorde pessoal |
| 5                 | Mohamed Al-Garni      | Catar          | 14:16.48 |                 |
| 6                 | Yaser Salem Bagharab  | Catar          | 14:22.23 |                 |
| 7                 | Nursultan Keneshbekov | Quirguistão    | 14:23.25 |                 |
| 8                 | Shadrack Kimutai      | Cazaquistão    | 14:24.86 |                 |
| 9                 | Youssef Asiri         | Arábia Saudita | 14:30.02 |                 |
| 10                | Gantulga Dambadarjaa  | Mongólia       | 14:32.86 | Recorde pessoal |
| 11                | Mukesh Pal            | Nepal          | 14:33.50 | Recorde pessoal |
| 12                | Robi Syianturi        | Indonésia      | 14:33.51 |                 |
| 13                | Zhaxi Ciren           | China          | 14:58.54 |                 |
| 14                | Abhishek Pal          | Índia          | 15:00.03 |                 |
| 15                | Sonny Wagdos          | Filipinas      | 15:31.57 |                 |
| 16                | Pongsakorn Suksawat   | Filipinas      | 15:37.39 | Recorde pessoal |
| 17                | Tse Chun Yin          | Hong Kong      | 15:49.42 | Recorde pessoal |
| 18                | Soe Than Htike        | Myanmar        | 17:35.66 | Recorde pessoal |
| 99                | Nguyễn Trung Cường    | Vietname       | DNS      |                 |
| 99                | Tariq Ahmed Al-Amri   | Arábia Saudita | DNS      |                 |
| 99                | Chen Tianyu           | China          | DNS      |                 |

Legenda
| Recorde mundial       | Recorde mundial (World record)               |                       | Recorde africano                      | Recorde africano (African) |                                           | Q | Classificado por posição (Qualified) |
| Recorde do campeonato | Recorde do campeonato (Championship record)  | Recorde da América    | Recorde da América (Americas)         | q                          | Classificado por melhor tempo (Qualified) |   |                                      |
| Melhor marca do ano   | Melhor marca do ano (World leading)          | Recorde asiático      | Recorde asiático (Asian)              | DNS                        | Não largou (Did not start)                |   |                                      |
| Recorde nacional      | Recorde nacional (National record)           | Recorde europeu       | Recorde europeu (European)            | DNF                        | Não terminou (Did not finish)             |   |                                      |
| Recorde pessoal       | Recorde pessoal do atleta (Personal best)    | Recorde da Oceania    | Recorde da Oceania (Oceania)          | DSQ / DQ                   | Desclassificado (Disqualified)            |   |                                      |
| Recorde da temporada  | Recorde da temporada do atleta (Season best) | Recorde sul-americano | Recorde sul-americano (South America) | NM                         | Sem marca (No mark)                       |   |                                      |